# Vénus et Adonis (Poussin)
Pour les articles homonymes, voir Vénus et Adonis.
Vénus et Adonis appelé aussi Vue de Grottaferrata avec Vénus, Adonis et une divinité fluviale est un tableau de Nicolas Poussin peint vers 1626, actuellement conservé au musée Fabre à Montpellier.
Ce tableau a été découpé en deux au XVIIIe siècle. La partie droite, la plus grande, se trouvait au musée Fabre, l'autre partie à gauche, étant au Patti Birch 1991 Trust, en dépôt au Metropolitan Museum of Art aux États-Unis jusqu'en 2008 avant leur réunification en 2009.
Les deux ont été présentées dans un même cadre au Metropolitan Museum of Art de New York puis au musée Fabre en 2008. À la fin de l'année 2009, la partie gauche est rachetée par Montpellier Agglomération, tutelle du musée Fabre, à la suite d'un appel aux dons, ce qui permet de réunir définitivement les deux parties de la toile. L'œuvre est de nouveau exposée lors de l'exposition au Grand Palais à Paris : Nature et idéal : Le paysage à Rome 1600-1650 en 2011.